# Изео
Изео (на италиански: Iseo, на местния брешански диалект Izé, Изѐ) е град и община в централната част на Северна Италия. Разположен е на южния бряг на езерото Лаго д'Изео в регион Ломбардия на провинция Бреша. Има жп гара. Най-близкият голям град до Изео е провинциалният център Бреша, който се намира на 23 km на югоизток. Население 9094 от преброяването към 1 януари 2009 г.